# Madranges
Madranges is een gemeente in het Franse departement Corrèze (regio Nouvelle-Aquitaine) en telt 178 inwoners (1999). De plaats maakt deel uit van het arrondissement Tulle.

## Geografie
De oppervlakte van Madranges bedraagt 12,4 km², de bevolkingsdichtheid is 14,4 inwoners per km².
De onderstaande kaart toont de ligging van Madranges met de belangrijkste infrastructuur en aangrenzende gemeenten.

## Demografie
Onderstaande figuur toont het verloop van het inwonertal (bron: INSEE-tellingen).